# NGC 878
NGC 878 este o galaxie spirală situată în constelația Balena. A fost descoperită în 1886 de către Francis Leavenworth.